# Jan Dundáček
Jan Dundáček (1986) è un giocatore di football americano ceco, che gioca come quarterback per i Vysočina Gladiators..

## Palmarès
- 7 Czech Bowl (Prague Black Panthers 2013, 2014, 2015, 2016, 2017, 2018; Vysočina Gladiators 2023)